# Job's Daughters International
Job's Daughters International är en frimureriskt inspirerad ungdomsorganisation för flickor och unga kvinnor mellan 10 och 20 års ålder. Vanligen omnämns organisationen som Job's Daughters, ibland förkortat till JDI eller IOJD, vilket syftar på dess tidigare namn, International Order of Job's Daughters. Job's Daughters är öppet för många religioner och kulturer.

## Historik
Organisationen grundades 20 oktober 1920 under namnet The Order of Job's Daughters av Ethel T. Wead Mick i Omaha i Nebraska.
  Organisationens mål är att förena flickor och unga kvinnor och på detta sätt hjälpa personen att utvecklas moraliskt och andligt. För att bli medlem krävdes ursprungligen att man hade en relation till en frimurare av lägst mästargrad, eller till en fullmyndig medlem (majority member) i Job's Daughters. Detta ändrades i augusti 2015 och sedan dess behövs inte längre någon formell relation till en frimurare eller hedersmedlem, utan den som uppfyller kraven för medlemskap kan genom fadderskap från en frimurare eller hedersmedlem beviljas medlemskap efter ansökan. Medlemskapet syftar enligt organisationens stadgar till att vörda Gud och Bibelns lära, att vara lojal med fosterlandet och landets flagga och att visa respekt för föräldrar, målsmän och äldre. Job's Daughters är inte en religion eller en tro och medlemmarna behöver inte utöva en viss religion. Dock måste medlemmarna ha en tro på en Högre Makt. Organisationen är inte hemlig.
"Moder Mick", i organisationen ofta benämnd "Mother Mick", tyckte mycket om innehållet i Jobs bok och valde organisationens namn med referens till Jobs tre döttrar. Jobs bok, 42. kapitlet, 15. versen säger: I hela landet fanns inte skönare kvinnor än Jobs döttrar. Deras far lät dem få ärva tillsammans med bröderna.  Hon grundande organisationen med hjälp av sin make, Dr. William H. Mick, och flera frimurare och medlemmar i ordenssällskapet Eastern Star of Nebraska. Hon instiftade organisationen till minne av sin mor. Elizabeth D. Wead.
I juni 1923 hade Job's Daughters erkänts som reguljär av storlogen av det samfrimureriska ordenssällskapet Order of the Eastern Star i Indiana, Maryland, Minnesota och Washington DC. Organisationen växte snabbt i början av 1920-talet. Vid det tredje årsmötet för Högsta Rådet (Supreme Guardian Council) som hölls i Chicago 12 oktober 1923, närvarade delegater från 23 delstater samt Alaskaterritoriet och Manitoba.
År 1931 bytte man namn till International Order of Job's Daughters efter att en lokalavdelning grundats i Vancouver i British Columbia.

## Organisation och medlemskap
Lokalavdelningarna kallas för Betel  efter staden Betal (som även är namnet på den lokal där lokalavdelningarna träffas), och varje avdelning får ett löpnummer i enlighet med när de startats inom den aktuella jurisdiktionen. Vanligen håller man sina sammankomster i den frimurarloges lokaler med vilken man är associerad, men man kan även använda ett församlingshem eller någon annan klubb- eller föreningslokal.
Ursprungligen var organisationen öppen för medlemskap mellan 13 och 18 års ålder, enligt "The Official History of the International Order of Job's Daughters", men detta har ändrats ett flertal gånger under åren, senast till 10-20 års ålder 2004.
- Då en medlem fyllde 18 gjordes hon ursprungligen till hedersmedlem på livstid.[8]
- En medlem som fyller 20, eller som gifter sig då man fullgjort alla sina plikter, blir fullmyndig medlem. Dessa kan fortfarande vara aktiva i organisationen, men får inte inneha ett ämbete eller rösta i fiskala ärenden i Betel. En del jurisdiktioner tillåter fullmyndiga medlemmar upp till och med 25 års ålder att inneha ett ämbete i Storbetel (Grand Bethel) vilket är sammansatt av medlemmar i hela den aktuella jurisdiktionen. Unga kvinnor som vill fortsätta sitt engagemang kan bli medlemmar av Order of the Eastern Star eller Order of the Amaranth från det man fyllt 18 år.
- Grand Bethel Honored Queen eller Jurisdictional Bethel Honored Queen leder Storbetel för respektive jurisdiktion. För att bli vald till ämbetet måste personen tidigare ha varit Past Honoured Queen (PHQ), det vill säga ledare för ett lokalt Betel. I vissa jurisdiktioner måste personen vara en sittande PHQ eller fullmyndig medlem. Storbetel är unikt för varje jurisdiktion, så reglerna kan vara mycket varierande.
- Supreme Bethel Honored Queen (SBHQ) leder Högsta Betel, vilket utgör organisationens högsta internationella nivå. För att bli vald till ämbetet måste personen tidigare ha varit PHQ, vara minst 16 år gammal och ha uppnått 75% eller högre på sitt SBHQ-prov innan valet.
- Miss Jurisdictional Job's Daughter är ledare och talesperson för organisationen på Stor- eller jurisdiktionsnivå. Hon för Job's Daughters talan gentemot andra frimureriska enheter i syfte att göra organisationen känd. Val till ämbetet sker genom en årlig tävling, med delmoment som ritualkunskap, personlig intervju och ett skriftligt prov. Personen som väljs arbetar på internationell nivå och reser över hela världen för organisationens räkning. För att bli vald till ämbetet måste personen vara minst 16 år gammal och delta i tävlingen. Hon får endast delta en gång.
- Betelrådet är en grupp vuxna som hjälper och övervakar ett Betels arbete. Den leds av en Betelväktare (Bethel Guardian) som är en vuxen kvinna med en direkt relation med en frimurare. Hon biträds av en biträdande Betelväktare (Associate Bethel Guardian) som måste vara frimurare av lägst mästargrad. De övervakar arbetet tillsammans med andra vuxna som innehar ämbetena Väktarsekreterare (Guardian Secretary), Väktarskattmästare (Guardian Treasurer) och antingen Väktarceremonimästare (Guardian Director of Epochs) eller Väktarmusikföreståndare (Guardian Director of Music). På jurisdiktionsnivå övervakas arbetet av Kapitelväktarrådet eller Jurisdiktionsväktarrådet i den aktuella delstaten.
- "Job's Daughter to Bee" eller "Jobie-to-Bee"-programmet gör det möjligt för Betel att engagera åtta- och nioåriga flickor i Betels allmänna och sociala aktiviteter innan flickorna kan bli medlemmar då de fyller 10.
- Nuvarande och tidigare medlemmar refererar ibland till varandra som "Jobies," och det är inte ovanligt att se hur brev eller liknande mellan två medlemmar avslutas med "Jobie Love" istället för "Hälsningar".
- År 2012 fanns organisationen i Australien, Brasilien, Kanada, Filippinerna och USA. Organisationen finns i 31 amerikanska delstater.[9]  De flesta delstaterna och provinserna har ett Kapitelväktarråd, men några få övervakas direkt av Högsta Rådet.

## Översikt
Logen leds av en Honored Queen (I Kanada & Australien benämnd "Honoured Queen" och i Brasilien "Honorável Rainha"), som valts av medlemmarna i sitt Betel. Ämbetet kan delvis jämföras med det som Ordförande Mästare i en frimurarloge eller med en ordförande i en förening. Hon biträds i sina plikter av en Senior Princess och en Junior Princess, i en frimurarloge ungefär jämförbara med Förste respektive Andre Deputerade Mästare. Senior Princess är vanligen den som står i tur till ämbetet som Honored Queen. Den som fullgjort sitt ämbete som Honored Queen antar titeln Past Honored Queen (PHQ) och får vanligen en nål som visar på deras värdighet. Valda officianter omnämns vanligen som line officers, eller, i en del Betel, Elect Five eller Top Five ("De Fem Utvalda" eller "Topp Fem"). Generellt sett betyder detta att en Job's Daughter i tur och ordning väljs från den lägsta ämbetsmannapositionen Marshal till den högsta, Honored Queen. 
Ritualen skrevs av den frimureriske forskaren Le Roy T. Wilcox vilket ledde till att organisationen organiserades på ett frimureriskt vis.

## Ämbeten i Betel och deras respektive plikter

### Valda
- Honored Queen - leder logesammankomster i allmänhet. Leder receptionen i tredje graden, Third Epoch of initiation.
- Senior Princess - biträder den som valts till Honored Queen. Leder receptionen i andra graden, Second Epoch of initiation.
- Junior Princess - biträder den som valts till Honored Queen. Leder receptionen i första graden, First Epoch of initiation.
- Guide - leder recepienten genom receptionen.
- Marshal - biträder den som valts till Guide. Hon är ansvarig för rituella föremål och leder den vakt som för nationens vapen, National Emblem.

### Utnämnda
- Senior Custodian, motsvarande ungefär Förste Bevakande Broder i en frimurarloge, biträder den som valts till Marshal med rituella föremål, biträder Senior Princess vid en reception och utför de plikter som åläggs henne av Honored Queen
- Junior Custodian, motsvarande ungefär Andre Bevakande Broder i en frimurarloge, biträder den som valts till Marshal med rituella föremål, biträder Junior Princess vid en reception och utför de plikter som åläggs henne av Honored Queen
- Recorder, sekreterare, för mötesprotokoll, tar emot kollekt och lämnar dem till Skattmästaren
- Librarian, arkivarie, redogör för litteratur-, konst- och forskningsnyheter vid sammankomsterna
- Chaplain, talman, leder de närvarande i bön vid sammankomsterna
- Treasurer, skattmästare, tar emot kollekt från sekreteraren, protokollför dessa och lämnar dem till Väktarskattmästaren
- First Messenger, förste budbärare, biträder Senior Princess vid en reception
- Second Messenger, andre budbärare, biträder Junior Princess vid en reception
- Third Messenger, tredje budbärare, biträder Senior Princess vid en reception
- Fourth Messenger, - fjärde budbärare, biträder Senior Princess vid en reception
- Fifth Messenger, - femte budbärare, biträder Honored Queen vid en reception
- Inner Guard, inre bevakande, svarar på den yttre bevakandes meddelanden och vidarebefordrar de instruktioner som Honored Queen utfärdar
- Outer Guard, yttre bevakande, förhindrar att någon stör sammankomsten
- Musician, musikföreståndare, leder sång och musik, spelar vanligen orgel eller piano
- Bethel Choir, Betelkören

### Logerådet i Betel
- Bethel Guardian, Betelväktare
- Associate Bethel Guardian, Deputerad Betelväktare
- Guardian Secretary, Väktarsekreterare
- Guardian Treasurer, Väktarskattmästare
- Guardian Director of Epochs, Väktarceremonimästare
- Director of Music, Musikföreståndare
- Director of Promotion, Informationsväktare
- Promoter of Sociability, Umgängesväktare
- Director of Epochs, Ceremonimästare
- Director of Hospitality, Gästfrihetsväktare
- Promoter of Good Will, Barmhärtighetsväktare
- Promoter of Production, Planeringsväktare
- Promoter of Fraternal Relations, Relationsväktare
- Custodian of Paraphernalia, Vårdare av rituella föremål

### Degree of Royal Purple
Degree of Royal Purple, ungefär den kungligt purpurröda graden, tilldelas den medlem som uppvisat utomordentligt, långtida och hängiven tjänstgöring inom organisationen. Dess avsikt är att visa på medlemmar som tjänat organisationen utöver vad plikten kräver.